# 2021-es örményországi puccskísérlet
A 2021-es örmény puccskísérlet egy tervezett katonai puccskísérlet volt, melyet Onik Gaszparján, az Örmény Fegyveres Erők vezérkari főnöke indított az örmény miniszterelnök, Nikol Pasinján kormánya ellen. Pasinján azzal vádolta Gaszparjánt – miután az 2021. február 25-én felszólította az előbbit, hogy mondjon le – 40 további magas rangú katonai vezetővel közösen, hogy puccsot akart végrehajtani.

## Előzmények
Nikol Pasinján miniszterelnök leváltása érdekében már a 2020-as hegyi-karabahi háború elvesztése óta tartanak tüntetéseket.
2021. február 23-án Pasinján egy interjúban Szerzs Szargszján volt elnök felvetéseire válaszolva elmondta, hogy kétségei vannak az oroszok által Örményországba szállított 9K720 Iszkander hatékonyságával kapcsolatban, mert hatástalanok voltak akkor, mikor a háborúban Azerbajdzsán ellen akarták azokat bevetni. Másnap a hadsereg parancsnokának első helyettese, Tiran Hacsatrján adott interjút, ahol kinevette Pasinján állításait a rakéták hatékonyságáról. Khachatryant pár órával később menesztették a posztjáról.

## Puccskísérlet
2021. február 25-én Onik Gaszparján, az Örmény Hadsereg vezetője egy nyilatkozatban, melyet 40 magas rangú katonai vezető aláírt, azt mondta, Pasinján és kormánya „többé nem képes helyes döntéseket hozni az örmény nép mostani sorsszerű válságos pillanatában.” Hozzátették, hogy követelésüket csak felszította, mikor Pasinján egy nappal korábban menesztette Tiran Hacsatrjánt, a hadsereg első számú vezetőhelyettesét.
Pasinján a nyilatkozatra válaszul azt mondta, ez egy puccskísérlet, és arra szólította fel a híveit, hogy gyűljenek össze a főváros, Jereván főterén, a Köztársaság téren. Pasinján egy rendeletével elmozdította Onik Gaszparjánt a posztjáról. Miközben Pasinján a Köztársaság térre hívta össze híveit, a Szülőföld Megváltása Mozgalom nevű ellenzéki koalíció a Szabadság térre hívta a támogatóit, hogy így adjanak nagyobb súlyt a tábornok nyilatkozatának. Beszédében Pasinján ismételten előrehozott választásokat sürgetett a politikai válság megoldásaként, de hozzátette, hogy csak az örmény nép kérésére mond le.
Éjszaka a Szülőföld Megváltása Mozgalom vezette tüntető csoport elbarikádozta a parlament környéki utcákat, és sátrakat állítottak fel rajtuk. Ezzel akartak nyomást gyakorolni a kormányra, hogy az mondjon le. Másnap 13 órára újabb tüntetést jelentettek be.
Két nappal Armen Szargszján örmény elnök visszautasította Nikol Pasinján kérését, mely szerint el kellett volna távolítania  Onik Gaszparjánt a helyéről, mert szerinte a rendelet egyes részei ellentétesek az alkotmánnyal. Pasinján ismételten újra elküldte az elnöknek rendeletet Gaszparján elmozdításáról. Február 27-én több mint 15.000 ember tüntetett Jerevánban Paisrján elmozdításáért.
Március 1-én Pasinján és az ellenzéke ismét tüntetéseket szervezett. Pasinján árulással vádolta meg Onik Gaszparjánt, és állítólag Szerzs Szargszján volt elnök felhívására olyan nyilatkozatot adott ki, mely szerint Pasinjánnak le kell mondania.
Március 2-án Armen Szargszján örmény elnök ismét bejelentette, hogy nem írja alá a Gaszparjan elmozdításáról szóló határozatot, hanem azt tovább küldi az Örmény Alkotmánybírósághoz. Azonban mivel nem küldte el felülvizsgálatra a határozatot, az a törvény erejénél fogva hatályba lépett. Az örmény alkotmány szerint Gaszparján március 4-ig tölti be a tisztségét, bár a főparrancsnok bejelentette, hogy Gaszparján még nyolc napig azt követően is a hivatalában marad, hogy az elnök elküldi az alkotmánybíróságnak felülvizsgálatra a rendeletet. Március 5-én Andranik Koharján, az örmény parlament védelmi és biztonsági tanácsának az elnöke azt mondta, Gaszparján jogkörét Vagharsak Harutjunján védelmi miniszter gyakorolja.

## Reakciók

### Belföldi
Február 25-én kormánypárti és kormányellenes tüntetéseket is tartottak a fővárosban, Jerevánban. Március 1-én a tömeg elfoglalt egy kormányzati épületet, miközben Nikol Pasinján lemondását követelte. A parlament második legerősebb parlamenti frakciójának a vezetője, Edmon Marukján azt kezdeményezte, hogy a parlamentben lévő kormányzati és ellenzéki pártok állapodjanak meg, ami alapján meg lehet tartani az előre hozott választásokat. Ugyanakkor hagyjon fel a kormány azzal, hogy el akarja távolíttatni Onik Gaszparjánt.

### Nemzetközi
- Oroszország: A Kreml szóvivője, Dmitrij Peszkov azt mondta, Oroszország aggodalommal figyeli az Örményországban történteket, a feleket lenyugvásra és higgadtságra szólította fel. Hozzátette, hogy a hadsereg követelése, mely szerint mondjon le a miniszterelnök, Örményország belügye.[35]
- Törökország: Mevlüt Çavuşoğlu török külügyminiszter határozottan elítélte az állítólagos puccskísérletet, és azt mondta, elfogadhatatlan, hogy a hadsereg azt mondja, mondjon le egy demokratikusan megválasztott vezető.[36]
- Azerbajdzsán: Azerbajdzsán elnöke, İlham Əliyev ezt mondta: „Azerbajdzsán még soha nem volt ilyen rossz, nyomorult helyzetben. Örményország vezetése felelős a kialakult helyzetért.”[37]
- Hegyi-Karabah Köztársaság: Arajik Harutjunján, a Hegyi-Karabah Köztársaság elnöke mély aggodalmának adott hangot „az Örmény Köztársaságban kialakult belpolitikai helyzet miatt.” Arra figyelmeztetett, hogy az örmény oldal veszzteségei „mélyebbek és fájdalmasabbak lehetnek”, ha a felek nem mutatnak megértést. Felajánlotta, hogy segít közvetíteni.[38] Vitalij Balaszanján vezérezredes, a Hegyi Karabah-i Biztosngái Tanács titkára ás Hegyi-Karabah 2de facto” vezetője támogatásáról biztosította Gasparyant és a hadsereget.[39]
- Svédország: Ann Linde külügyminiszter az Örményországban nemrég történtek miatt aggodalmának adott hangot, és azt mondta: "A kialakult helyzetet erőszak nélkül kell rendezni.".[40]
- Amerikai Egyesült Államok: Az Amerikai Egyesült Államok minden felet arra intett, hogy nyugodta, higgadtan kezelje a helyzetet, a feszültséget pedig békésen, eszkalálódástól mentesen csökkentsék.[41] A Külügyminisztérium felszólította az örmény hadsereget, hogy ne avatkozzon be a politikába.[42]
- Az Európai Tanács Parlamenti Közgyűlése:  A PACE előtt előadók a hadsereg vezetőjének irodája által február 25-én közreadott nyilatkozatát „elfogadhatatlannak” minősítették, és felszólították a „politikai erőket valamint az állami résztvevőket, hogy teljes mértékben tartsák tiszteletben a demokratikus szabályokat, Örményország alkotmányát, és tegyenek meg minden szükséges lépést a helyzet békés rendezése érdekében.[43]